# Comuna Strîieva, Novohrad-Volînskîi
Strîieva (în ucraineană Стриївська сільська рада) este o comună în raionul Novohrad-Volînskîi, regiunea Jîtomîr, Ucraina, formată din satele Kanunî și Strîieva (reședința).

## Demografie
Componența lingvistică a comunei Strîieva
     Ucraineană (97,76%)
     Rusă (1,65%)
     Alte limbi (0,59%)
Conform recensământului din 2001, majoritatea populației comunei Strîieva era vorbitoare de ucraineană (97,76%), existând în minoritate și vorbitori de rusă (1,65%).